# Moreira Franco
Wellington Moreira Franco (Teresina, 19 de octubre de 1944) es un político brasileño, afiliado al Movimiento Democrático Brasileño (MDB). Se ha desempeñado como alcalde de Niterói, diputado federal, gobernador del estado de Río de Janeiro y como ministro en los gobiernos de Dilma Rousseff y Michel Temer. Sus últimos cargos fueron como ministro de minas y energía de Brasil y como coordinador de los programas de privatización y concesión del gobierno de Temer.

## Biografía

### Primeros años y estudios
Estudió en la facultad de economía de la Universidad Federal de Río de Janeiro y se graduó en sociología y política en la Pontificia Universidad Católica de Río de Janeiro. Realizó una maestría en el Instituto de Investigación de la Universidad de Río de Janeiro y otra en la Universidad de París 8; y un doctorado en la École Pratique des Hautes Études y otro en el Instituto de Estudios Políticos de París. Fue profesor de sociología en la Facultad de Economía de la Universidad Federal Fluminense y director-presidente de la Editora Nova Aguilar.

### Carrera política
Su carrera política comenzó en 1974, cuando fue elegido diputado federal por primera vez. Sirvió en la Cámara de Diputados de Brasil por tres períodos.
Fue el primer alcalde elegido en Niterói después del golpe de Estado de 1964. Cumplía su primer mandato en la Cámara de Diputados cuando se postuló al Ayuntamiento de Niterói en 1976. Fue elegido con 46.299 votos, el 26 % de los votos válidos. Entre 1987 y 1991 fue gobernador del estado de Río de Janeiro. En la década de 1980, se hizo conocido como el «yerno del yerno», ya que estaba casado con la nieta de Getúlio Vargas.
En 1985, dejó el Partido Democrático Social y se unió al Partido del Movimiento Democrático Brasileño (PMDB). Desde 1987, es miembro del directorio nacional del partido, siendo presidente del PMDB de Río de Janeiro entre 1995 y 2004. Fue también presidente de la Fundación Ulysses Guimarães, mantenida por el partido, entre 2001 y 2007, retornando al cargo en 2015.
En enero de 1995, regresó a la Cámara de Diputados al recibir en las elecciones 76.315 votos, siendo el sexto candidato más votado de Río de Janeiro. Allí, presidió la comisión de transportes entre 1995 y 1996.
Desde la década de 1990, se hace conocido en el medio político por el apodo de gato angora, por su cabellera blanca y su perfil adhesionista. En el caso Odebrecht, en diciembre de 2016, se reveló que el nombre clave de Moreira Franco en las listas de transferencias de dinero eran gato y angora.
En 1998 se postuló como candidato al Senado, sin ser electo. En 1999, el presidente Fernando Henrique Cardoso lo designó asesor especial en el Palacio del Planalto, donde permaneció hasta 2002. Volvió a la Cámara de Diputados en 2003, presidiendo la comisión de finanzas y tributación de la cámara. En 2004, concurrió nuevamente al ayuntamiento de Niterói, quedando en segundo lugar en la primera vuelta, detrás de Godofredo Pinto, por una diferencia de 65 mil votos. Sin embargo, renuncia a participar en la segunda vuelta. En 2006 fue designado vicepresidente de fondos de gobierno y loterías de la Caixa Econômica Federal, ocupando el cargo hasta 2010.
En 2010 se desempeñó como representante del PMDB en la campaña presidencial de Dilma Rousseff (PT). En el inicio del gobierno de Rousseff, fue nombrado a cargo de la Secretaría de Asuntos Estratégicos de la Presidencia de República y posteriormente, a petición del entonces vicepresidente Michel Temer, nombrado secretario de Aviación Civil.
En el cargo, concesionó los aeropuertos de Brasilia, São Paulo-Guarulhos, Campinas, Río de Janeiro-Galeão y Belo Horizonte. Posteriormente, como responsable de las subastas de aeropuertos para consorcios privados, comenzó a ser investigado en la Operación Autolavado (Lava Jato), entre otros motivos, por mensajes intercambiados con el entonces presidente de la empresa Grupo Andrade Gutierrez al momento de las privatizaciones y concesiones de los aeropuertos.

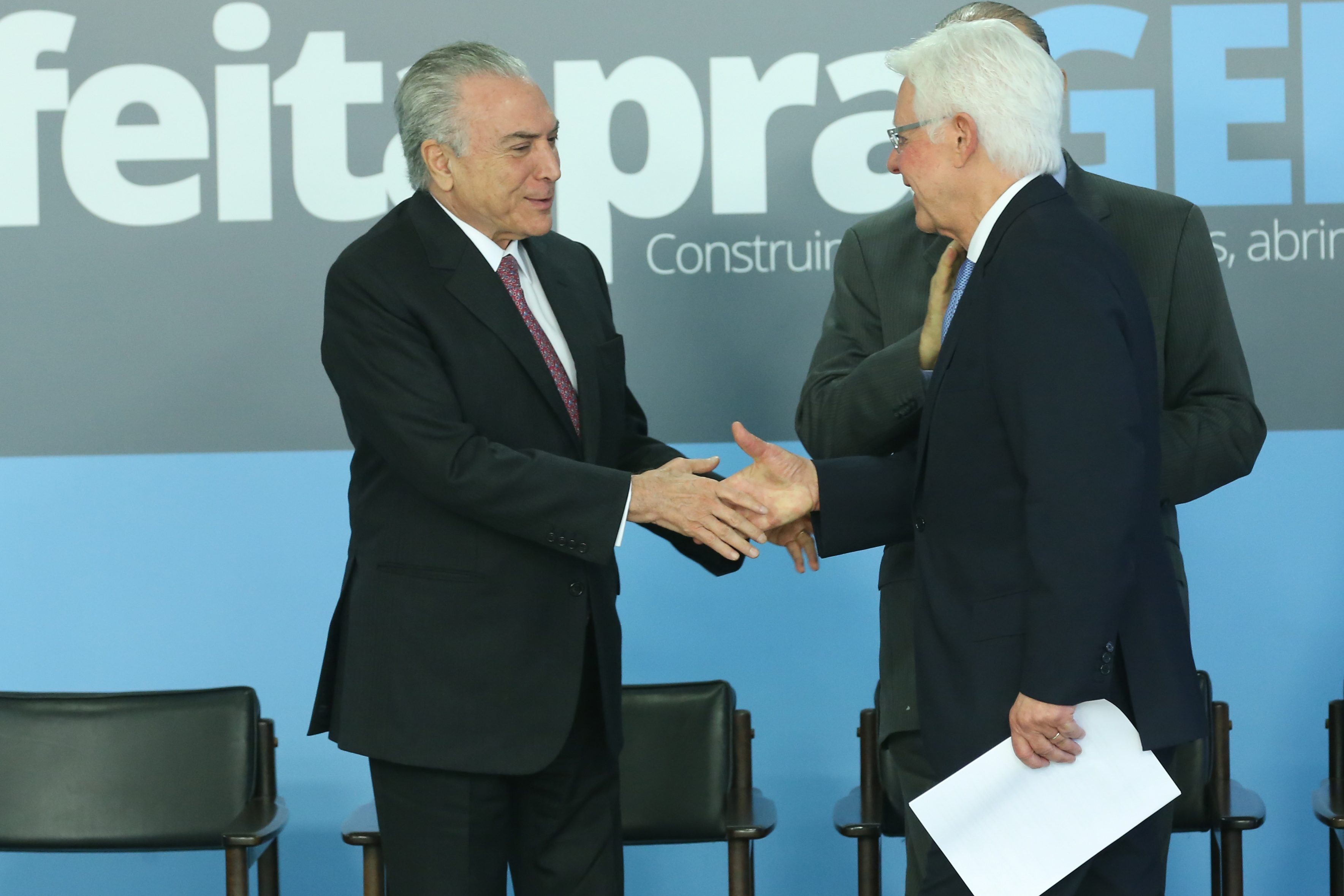
Moreira Franco saluda a Michel Temer (2017).

Considerado uno de los mejores amigos de Temer, después de la destitución de Dilma, el nuevo presidente lo nombró responsable del sector de privatizaciones y alianzas del gobierno con los intereses privados, asumiendo la Secretaría Ejecutiva del Programa de Asociación de Inversiones.
El 3 de febrero de 2017 fue confirmado como Secretario General de la Presidencia en el gabinete de Temer. El 8 de febrero de 2017, una medida cautelar del juez Eduardo Rocha de la Corte Federal del Distrito Federal intentó impedir que acceda al cargo, pero pronto fue desestimado por solicitud de la Oficina del Procurador General. Al día siguiente, otra orden judicial impidió la posesión de Moreira Franco como secretario. En abril de 2018 fue nombrado ministro de minas y energía, siendo su objetivo principal la privatización de Eletrobrás.

## Obras publicadas
- A Revolução de 1930. In: A century of armed politics in Brazil. Universidad de California. (con coautoría de Hélio Silva).[33]
- Integração econômica, social e política da América Latina. [S.l.]: AGIR, 1968. 68 p.[33]
- Relatório de pesquisa sobre as condições habitacionais da Cidade de Deus e da Cidade Alta. Río de Janeiro: CENPHA, 1970.[33]
- Rio: o nosso desafio. Río de Janeiro: SEDEGRA, 1982. 95 p.[33]
- Diretrizes de um governo popular e democrático. São Paulo: Paz e Terra, 1986. 88 p.[33]
- Em defesa do Rio. Río de Janeiro: Topbooks, 1991. 235 p.[33]
- Antes que seja tarde. Río de Janeiro: Topbooks, 2002. 183 p.[33]